# Fiumicello (Brescia)
Fiumicello è un quartiere della città di Brescia.

## Geografia fisica
Il territorio del quartiere è pianeggiante. Al 2018, i confini amministrativi sono delimitati: a nord, dallo stabilimento industriale dell'Iveco; a ovest, dal fiume Mella; a sud, dalla ferrovia Brescia-Iseo-Edolo e da via Emilio Morosini; a est, da via Francesco Nullo, via Giovanni Pascoli e via Giosuè Carducci.

## Origine del nome
Il toponimo deriva dalla roggia Fiumicella.

## Storia

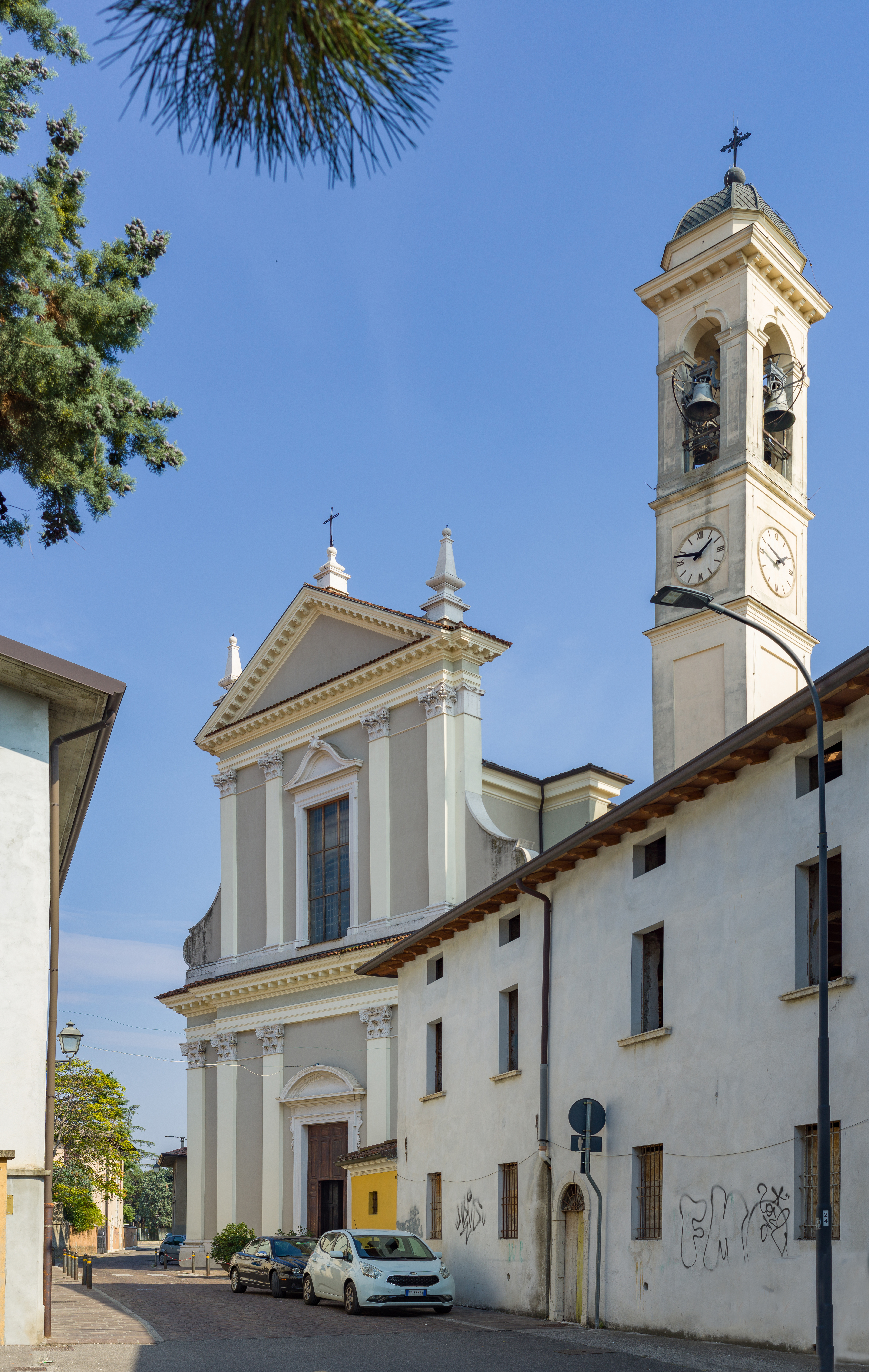
La chiesa di Santa Maria Nascente

Il nucleo storico del quartiere è sorto attorno alla chiesa di Santa Maria Nascente, realizzata nel Settecento. Tra il 1816 e il 1868, diede il nome al comune dei corpisanti di Brescia che occupava l'attuale zona ovest del comune cittadino.
Dal 1880 fu una frazione rurale di Brescia che negli anni seguenti fu coinvolta nel processo di industrializzazione della città con l'installazione di fabbriche tra cui: la fonderia «Sant'Eustacchio», la «Brixia-Züst» (poi «OM», quindi «Iveco»), la «Elettrochimica Caffaro», la «Breda» ed altre. Nel corso del Novecento si costruirono nuove zone residenziali tra il Mella e la città. Nel 1885 la frazione ebbe il tram, cinquant'anni dopo il filobus.
Nel 1972, come avvenne in altri quartieri di Brescia, per iniziativa degli abitanti sorse il comitato di quartiere. A luglio, il consiglio comunale votò a favore della costituzione dei consigli di quartiere in tutta la città e furono delineati i confini di quello di Fiumicello, delimitandolo a nord da via Volturno, a sud da via Rose, a ovest dal fiume Mella e a est dal raccordo ferroviario fra la stazione di Borgo San Giovanni e la Innocenti Sant'Eustacchio. La prima elezione del consiglio di quartiere si tenne il 10 novembre 1974.
Nel 1977, la Giunta Trebeschi recepì la legge 278/1976, suddividendo il territorio comunale in nove circoscrizioni. Fiumicello fu inserito nella Quarta circoscrizione assieme ai quartieri di Primo Maggio e Porta Milano. Vent'anni dopo, la Giunta Corsini ridusse il numero delle circoscrizioni portandole da nove a cinque. La Quarta circoscrizione fu spaccata: Primo Maggio e Fiumicello furono assegnate alla nuova circoscrizione Ovest, mentre Porta Milano alla Centro.
Nel 2014, a seguito dell'abolizione delle circoscrizioni per i nuovi limiti imposti dalla legge 191/2009, la Giunta Del Bono riattivò i consigli di quartiere come organo di decentramento comunale. Le prime elezioni del nuovo organismo si tennero il 14 ottobre di quell'anno.
Tra il 2020 e il 2021, il settore di via Milano di competenza di Fiumicello è stata oggetto di una riqualificazione urbanistica.

## Monumenti e luoghi d'interesse
- Chiesa di Santa Maria Nascente

## Società

### Religione
Il quartiere appartiene alla parrocchia dedicata a Santa Maria Nascente della diocesi cattolica di Brescia. In via Milano è presente la cappella della Chiesa di Gesù Cristo dei santi degli ultimi giorni

## Cultura

### Istruzione
Nel quartiere sono presenti la scuola secondaria di primo grado "Romanino", in via Carducci, e l'Istituto professionale "Fortuny", in via Berchet.

## Infrastrutture e trasporti
Al confine con il quartiere Primo Maggio, sulla ferrovia Brescia-Iseo-Edolo, sorge la stazione di Brescia Borgo San Giovanni. Il quartiere è capolinea dell'autolinea 12, diretta a San Polo Cimabue, della rete di trasporti urbani, ed è servito altresì dalle autolinee 2 (Pendolina-Chiesanuova), 3 (Mandolossa-Virle) e 9 (Villaggio Violino-Buffalora).